# Tridimensionalità

Sistema di riferimento cartesiano in tre dimensioni

La tridimensionalità è la pertinenza di un oggetto o di un'immagine al campo delle tre dimensioni spaziali indicate genericamente con le coordinate cartesiane X, Y e Z. Viene indicata anche con l'acronimo 3D o 3-D che letteralmente sta per "three dimensions", "tre dimensioni" in italiano. 
L'uso comune di questo termine è diffuso in molti e svariati campi e spesso associato ad altri termini come ulteriore specificazione qualitativa afferente alla riproduzione prospettica e dotata di "profondità" delle immagini, dei suoni o in generale di un'esperienza sensibile (es: grafica tridimensionale, video 3D, cinema 3D, occhiali 3D, suono 3D). La vaghezza del termine ne determina in alcuni casi un uso poco chiaro (spesso in campo pubblicitario e mediatico), che dovrebbe suggerire una vaga e a volte non comprovata sensazione di "realtà", fedeltà della riproduzione, o più semplicemente di "futuribilità", da non confondere con le quattro dimensioni della “realtà”.